# うやまリゾート
うやまリゾート株式会社は、本社を東京都渋谷区におくリゾート運営会社である

## 沿革
- 2015年7月 貸別荘業を開始
- 2016年4月 うやまリゾート株式会社設立
- 2018年4月 グランピング事業を開始
- 2021年4月 千葉県館山市の直売所の経営権を取得

## 事業内容
- 貸別荘事業
- キャンプ場事業
- 不動産事業
- 野菜の直売所、釣り堀BBQ場事業
- webメディア事業
- OTA事業
- サウナ販売事業

## 事業所
- 本社：東京都渋谷区
- 館山支店：千葉県館山市

## 施設一覧

### 貸別荘
- Garden Terrace 鴨川
- Leaf Garden 館山
- Sea state 館山
- オーシャンステート 鴨川
- 森華～shinka～はなれ
- 森華～shinka～別邸
- ウッドステート 軽井沢
- カミーナ 軽井沢
- ルネージュ軽井沢
- Globe House 熱海
- Country House 熱海
- リッツヒル 熱海
- バリスタイル館山VIEW
- 古民家美ら鴨川
- コーストランズ館山A棟
- コーストランズ館山B棟
- ツリークラブウッドハウス
- フォレストハウス〜森華〜
- ガーデンテラス鴨川
- 庵〜IORI〜
- プライベートバリ館山
- KOMOREBI〜鴨川〜
- ロコハウス南房総
- サニーハウス熱海
- メリーガーデン伊豆
- モダンビレッジ伊豆高原
- プライベートガーデン館山
- ウッドテラス伊豆高原
- ステイオーシャン館山
- ウエストコースト館山
- 森華　山中湖
- サンセットヴィラ館山
- イーリス軽井沢
- IHATOVO南房総
- NAGOMI

### グランピング場
- グランブルー
- ツリークラブ
- インディアンコースト

### 直売所
- 晴れパークたてやま